# Кућевласник и паликућа
„Кућевласник и паликућа“ је југословенски филм из 1973. године. Режирао га је Бранко Плеша, а сценарио су писали Макс Фриш и Бранко Плеша.

## Улоге
| Глумац          | Улога |
| --------------- | ----- |
| Мија Алексић    |       |
| Рахела Ферари   |       |
| Никола Милић    |       |
| Ташко Начић     |       |
| Снежана Никшић  |       |
| Никола Симић    |       |
| Миливоје Томић  |       |
| Рената Улмански |       |